# Margarete Dierks
Margarete Dierks, geborene Nax, (* 7. März 1914 in Metz-Sablon; † 15. Juli 2010 in Darmstadt) war eine antisemitische und der Ideologie des Nationalsozialismus verhaftete Lyrikerin, Journalistin und Biografin.

## Biografie

### Vor 1945
Nach dem Besuch der Königin-Luise-Schule in Wilhelmshaven und der Sophienschule in Hannover bestand Dierks 1933 die Reifeprüfung. Sie trat 1932 aus der evangelisch-lutherischen Kirche aus und schloss sich dem Ludendorffschen Tannenbergbund an, für den sie als Rednerin auftrat.
Ab 1933 studierte sie Geschichte, Deutsch und Philosophie zunächst in Göttingen, ab dem Sommersemester 1934 dann in Rostock. 1937 wurde sie Mitglied im Bund für Deutsche Gotterkenntnis. 1938 veröffentlichte sie das Buch Heim zu deutscher Feier im Verlag Deutsche Revolution und widmete es „der Deutschen Sippe!“.
1938 wurde sie an der Philosophischen Fakultät der Universität Rostock mit dem Thema Die preußischen Altkonservativen und die Judenfrage 1810/1847 promoviert. In ihrer Arbeit, die positiv von der antisemitischen Zeitschrift Weltkampf besprochen wurde, stellte sie unter völkischen Gesichtspunkten die jüdische Emanzipation und die „Judenfrage“ dar.
Am 16. Januar 1940 beantragte sie die Aufnahme in die NSDAP und wurde zum 1. April desselben Jahres aufgenommen (Mitgliedsnummer 8.004.459).

### Nach 1945
Nach Kriegsende wurde Dierks für 2½ Jahre interniert und 1948 entnazifiziert. In den 1950er Jahren trat sie in Korrespondenz mit Nationalsozialisten und Vertretern der sich formierenden Neuen Rechten wie z. B. Hans Grimm, an dessen Lippoldsberger Dichtertagen sie regelmäßig teilnahm, und war in unitarischen Kreisen anzutreffen.
Ebenfalls seit den 1950er Jahren war Dierks als freie Journalistin für das 1986 eingestellte Darmstädter Tagblatt tätig und veröffentlichte regelmäßig in der vom Verein Freie Akademie herausgegebenen Zeitung Wirklichkeit und Wahrheit.
1986 erschien im Verlag Lambert Schneider ihre Biografie zu Jakob Wilhelm Hauer, die aus der religiösen Perspektive der Deutschen Unitarier und mit dem Anspruch, Hauer vom Vorwurf einer Verstrickung in den Nationalsozialismus freizusprechen, geschrieben ist.
1989 gab sie die autobiografische Schrift Jugend in Schlesien von Ilse Langner heraus, mit der sie mehrere Jahre befreundet gewesen war und die sie in den 1970er und 1980er Jahren mit dem Ordnen ihres Lebenswerkes beauftragt hatte.
Zu einem Eklat kam es Mitte 2000. Dierks war u. a. durch den Darmstädter Oberbürgermeister Peter Benz zu einer Veranstaltung im Darmstädter Haus der Deutschen Akademie für Sprache und Dichtung eingeladen worden, wogegen mehrere linke Gruppierungen protestierten; in der Darmstädter Stadtverordnetenversammlung kam es zu Auseinandersetzungen. Schließlich wurde die Veranstaltung abgesagt.
Am 15. Juli 2010 verstarb Margarete Dierks in Darmstadt. Ihre Beisetzung erfolgte zur See.

## Schriften (Auswahl)
- Die preußischen Altkonservativen und die Judenfrage 1810/1847, Rostock 1939.
- Die Erzähl-Haltung als Gestaltungsprinzip, Göttingen 1997.
- Freundesgabe, Göttingen 1997.
- ... denn sie ist ganz natürlich, Darmstadt 1996.
- Lichtwandel, Darmstadt : Justus-von-Liebig 1994.
- (Hrsg.): Gebildet, ohne gelehrt zu sein, Darmstadt 1991.
- Sie gingen voran, Darmstadt 1990.
- Immer weniger Worte, Darmstadt 1986.
- Jakob Wilhelm Hauer, Heidelberg 1986.
- Im Odenwald, Landschaft und Menschen im Werk des Malers Johannes Lippmann, Fischbachtal/Odw. 1985.
- Kinderwelten, Weinheim 1985.